# Српска везиља (часопис)
Српска везиља: илустровани лист за ручни рад, домаћу потребу и забаву је часопис који је покренуо 1903. године у Вршцу Милан Павловић Петко, власник цртачко-везиљске радионице. Часопис је престао са излажењем 1906. године.

## О часопису
Српска везиља је илустрован лист који је био намењен српским везиљама и имао је особине женског часописа. Био је везан за народну уметност - ручни рад.
Милан Павловић Петко објавио је своју намеру о покретању новог листа за везиље 1901. године. Познато је да су га у његовом раду на ширењу српског веза подржавали уредници листова, женске задруге, учитељице основних школа, као и уредник Босанске виле Никола Т. Кашиковић. Међу поборницима народне уметности се сматрало да је потребан један лист за српске везиље. Милан Павловић Петко имао је своју штампарију и довољно материјалних средстава да као власник финансира један овако скуп издавачки пројекат. Књижевне радове у овом листу објављивали су мање познати писци као и почетници, али су ти прилози значајни као податак о књижевној писмености и образованости ширег круга читатеља и сарадника Српске везиље. У већини ових прилога, као и свих текстова објављених у овом листу, аутори су се залагали за високо место српске жене као стуб куће, дома, као морални подстрек младима. Водило се рачуна и о еманципацији жена којој је посвећена пажња иако се у то време гледало на питање еманципације претежно негативно. У друштву су владала конзервативна мишљења, али су се у листу покренули разговори о актуелним друштвеним појавама. Српска везиља је почетком двадесетог века била права миљеница ширег читалачког круга и сматрала се најбоље опремљеним вршачким гласилом, богато илустрована, са посебним додатком цртежа на табаку за ручни рад. Корице Српске везиље користе модел богатих флоралних украса који су чести на корицама многих српских часописа.

### Продајна мрежа
Власник је веровао да ће лист моћи да се издржава и од претплате. Организовао је чак и продајну мрежу преко учитељица и трговаца који су били његови најревноснији скупљачи претплатника. Чак је и омогућено да неко ко сакупи 5 претплатника добије један примерак листа на поклон. Инсистирало се да скупљачи претплате буду што агилнији како би лист што више претплатника добио, те да му се опстанак обезбеди. Уредник је био и вешт у рекламирању својих издања. На дну корица првог броја часописа црвеним словима је написао:
| „ | Ко има први број Везиље, а неће да се претплати нека нам врати. | ” |

Уредничко обраћање читаоцима, поред тога што је представљало непосредан контакт који увек остварује добру комуникацију , често је део уређивачке политике и врста усмеравања сарадника према концепцији часописа. Исто тако је и усмерен на представљање часописа и директно је усмерен рекламни текст. Лист је предњачио у самореклами, било као посебан оглас или као део када се препоручује сопствени часопис.
Највише су га читале учитељице, професорке, домаћице, ученице, као и особе које су се и саме бавиле везом.

Учитељ Никола Т. Кашиковић је у Босанској вили написао похвале за лист Српска везиља.
| „ | Српска везиља. Тако се зове нови, илустровани српски лист за ручни рад, домаћу потребу и забаву. Излази од нове године у Вршцу. Доноси цртеже у оригиналној величини, који се могу одмах пренијети на платно, чоху, кадифу и то на два начина... У рубрици За часове одмора штампа приповијетке, питалице, шалу и забаву... Овај лијепи српски лист сам се препоручује вриједним Српкињама. | ” |

### Периодичност
Лист је излазио на време, једном месечно и то крајем сваког месеца. Године 1906. су поједини бројеви каснили зато што се зидала нова штампарија.

### Графичка опрема
Часопис је један од најбоље опремљених вршачких листова. Лист је украшаван цртежима, вињетама, украсним шарама, иницијалима, монограмима. Ипак је графичка опрема била неуједначена и то је кварило општи утисак о дизајну овог листа. У кићењу страница често се претеривало, па су неке стране претрпане вињетама и шарама.

#### Прелом
Лист је преламан на начин уобичајен у нашој и аустроугарској периодици 19. века. Двостубачан је, а ступци су одвајани међустубачном фином линијом. Власник Милан Петковић Петко је чак 1906. године отворио нову типографију са савременијим отисцима и словима.

#### Илустрације
- Српска везиља, богате илустрације броја 4, страна 27, 1903. година
- Српска везиља, Гробни натписи, из 1906. године
- Српска везиља, Модерни монограми, из 1906. године
- Српска везиља, украшен чланак Јелице Беловић: Оригиналитет наших народних везова, 1906. година
- Српска везиља, богато украшена страница броја 9 из 1905. године
- Српска везиља, Њено краљевско височанство српска принцеза Јелена, насловна страна броја 1 из 1905. године

## Рубрике
- Књижевност
- Погађаљке
- Поуке
- Одговори уредништва
- Поруке уредништва
- Додатак на посебном табаку
- Опис цртежа у додатку

### Рубрика Књижевност
Уредништво је препоручивало најновије књиге и српску периодику (Голуб, Босанска вила, Летопис Матице српске, Бранково коло итд).
Најинтересантнији прилози посвећени су народном усменом стваралаштву и односима између народне поезије и народног веза.
Обележене су и две годишњице, значајне за српску књижевност: 100 година од рођења и 50 година од смрти Јована Стерије Поповића, као и 70 година живота Јована Јовановића Змаја. Змајева годишњица обележена је текстовима и цртежом који је за ову прилику израдио Милан Павловић. Добро погођен лик Јована Јовановића Змаја украшен је ловоровим листовима на којима су исписани називи часописа и листова које је Змај уређивао и издавао: Жижа, Јавор, Невен, Стармали, Комарац, Приклапало, Илустрована ратна хроника.

### Рубрика Одговори и поруке уредништва
У великом броју случајева , писма читалаца се објављују као подршка, или врло ретко као критика уређивачкој политици часописа или неком ставу уредништва. Понекад су усмерене и на техничке могућности самог листа. Дописи су такви да личе једни на друге, као да их је писао исти човек, сам уредник, или да су писани по наруџбини.

### Додатак
Додатак је штампан на посебном табаку и приказивани су цртежи у оригиналној величини како би везиље могле лакше да их копирају и пренесу на платно. Давана су и додатна упутства за тај рад. Тих прилога је врло мало сачувано, али из подрубрике Опис цртежа у додатку сазнајемо о садржини самог додатка.

### ЗабавникСрпске везиље
Године 1904. уредништво је почело да објављује лист у листу, додатак који је назван Забавник. Излазио је на 4 стране. Садржина му је била искључиво забавног карактера.
- Песме
- Приче
- Смесице - шале

## Сарадници
Уредништво Српске везиље успело је да окупи бројне сараднике из готово свих земаља у којима су живели Срби: Угарске, Србије, Босне и Херцеговине, Славоније, Далмације, Црне Горе, Америке итд. Поред наведених сарадника са пуним именом и презименом, било је и сарадника са псеудонимима, али данас многи од њих не могу да се разреше.

### Сарадници писци
- Васа Крстић Љубисав, познат и као др Казбулбуц
- Исаије Митровић
- Поп Милета Јанковић
- Јелица Беловић Бернаджиковска
- Владислав Тителбах
- Јован Јовановић Змај
- Надежда Петровић
- Даринка Богуновић

- Јелица Беловић Бернадзиковска:Златовез (златински вез); Српска везиља, насловна страна броја 9 из 1906. године
- Даринка Богуновић, Српска везиља, насловна страна броја 3, 1906. година
- Јелица Беловић: Најљепше везиљачке технике народне, Српска везиља, broj 5, 1905. godina
- Васа Крстић Љубисав, Српска везиља, број 6, 1905. година
- Исаије Митровић, Српска везиља, број 2, 1905. година
- Јелица Беловић: Везиљачке декорације, Српска везиља, број11/12, 1905. година
- Стихови Јована Јовановића Змаја, Српска везиља, број 6, 1903. година

### Сарадници илустратори
- Милан Павловић Петко
- Јелисавета Поморишчева
- Анђелија Ђонлићева
- Маша Јанковић

- Маша Јанковић, Српска везиља, насловна страна броја 5, 1906. година
- Милан Павловић Петко и Јелисавета, Двадесетопетогодишњица цртачко-везиљског рада, Српска везиља, број 8, 1905. година
- Илустрације, Српска везиља, страна 88, 1905. година
- Јелисавета Поморишчева, Српска везиља, број 11, 1903. година